# Kim Scottová
Kim Scottová je CEO koučka  a autorka knihy Radikální otevřenost: Jak být silným lídrem, a přitom neztrácet lidskost. Publikace se stala bestsellerem podle žebříčku The New York Times a The Wall Street Journal. Česky kniha vyšla v roce 2018. Kim Scottová je spoluzakladatelkou firmy Candor, Inc., která vytváří nástroje, jež manažerům a firmám usnadňují zavádění zásad radikální otevřenosti do praxe.

## Život a kariéra
Kim Scottová získala titul BA na Princetonské univerzitě a titul MBA na Harvard Business School. Pracovala pro společnosti, jako je Google nebo Twitter. Později pro Apple připravila semináře o vedení lidí a vytvořila koncept „radikální otevřenosti“, který se stal populárním v Silicon Valley.
Dříve pracovala pro společnosti Delta Three nebo Capital Thiniking. Vedla pediatrickou kliniku v Kosovu a zakládala společnost zabývající se těžbou diamantů v Moskvě.
Napsala tři romány. Se svým mužem Andy Scottem má dvojčata. Žije v San Francisku.

## Radikální otevřenost (koncept)
Kim Scottová vytvořila nové pojetí efektivního managementu – radikální otevřenost. Ta vychází z myšlenky, že dobrý šéf musí projevovat osobní zájem o své přímé podřízené, poskytovat jim zpětnou vazbu a tu také přijímat.
Podle Scottové existují čtyři styly vedení: 
- útočná agrese,
- manipulativní neupřímnost,
- ničivá empatie
- radikální otevřenost.

Konstatuje, že pokud šéfové jdou do přímé konfrontace bez zájmu o druhého, jedná se o útočnou agresi. Pokud jsou naopak příliš měkcí a vyhýbají se otevřenému jednání, jde o ničivou empatii. Když jednání postrádá respekt i upřímnost, jedná se o manipulativní neupřímnost.
Scottová prosazuje myšlenku radikální otevřenosti. Říká, že aby se z lídrů stali dobří šéfové, musí o své podřízené projevovat osobní zájem.
Pomocí konceptu také definovala tři klíčové úkoly správného lídra:
- Vytvořit kulturu založenou na poskytování zpětné vazby.
- Vybudovat soudržný tým, jenž táhne za jeden provaz.
- Dosahovat výsledků, na něž bude tým hrdý.[6]

## Kniha Radikální otevřenost
Své poznatky Scottová shrnula v knize Radical Candor: Be a Kickass Boss without Losing your Humanity, kterou vydalo nakladatelství St Martin’s Press v březnu roku 2017. Česky kniha vyšla v roce 2018 jako „Radikální otevřenost: Jak být silným lídrem, a přitom neztrácet lidskost“ v nakladatelství Jan Melvil Publishing.